# Skikda
Skikda (àrab: سكيكدة, Skīkda) és una ciutat del nord-oest d'Algèria i un port del golf de Stora, l'antic Sinus Numidicus. Es va anomenar Philippeville fins al final de la Guerra d'Independència d'Algèria, el 1962.

## Història
Skikda va ser fundada el 1838 pels francesos sobre les ruïnes d'una antiga ciutat fenícia que havia florit com a ciutat romana amb el nom de Rusicade, paraula púnica que significa «Promontori de foc». Al segle v, el port romà va ser destruït pels vàndals.
Un aixecament armat el 1955 va deixar 123 morts, la majoria d'ells francesos i sospitosos de col·laboració. La represàlia presa per les forces franceses podria haver acabat amb la vida d'uns 12.000 algerians, encara que el nombre donat per fonts franceses és d'uns 1.200.

## La Skikda moderna
La ciutat tenia 152.355 habitants el 1998 (dades del cens). Gas natural, refineries, i petroquímiques són les indústries que s'hi van desenvolupar en la dècada de 1970. L'ajuntament (un palau d'estil neomorisc) i l'estació del ferrocarril van ser dissenyats per Le Corbusier.
Els colors de la bandera de la ciutat són el blanc i el blau. El codi postal n'és el 21000. Els ingressos del municipi de Skikda estan entre els més elevats del nord d'Àfrica. Skikda té el tercer major port comercial d'Algèria després d'Alger i Orà.